# ایوانو وندرامه
ایوانو وندرامه (ایتالیایی: Ivano Vendrame؛ زادهٔ ۱۹ مهٔ ۱۹۹۷) شناگر اهل ایتالیا است.
وی در مسابقات کشوری و بین‌المللی در مجموع برندهٔ ۱ مدال نقره شده‌است.